# Elisabeth Reisinger
Elisabeth Reisinger, née le 2 août 1996, est une skieuse autrichienne spécialiste des épreuves de vitesse et combinées.

## Biographie
Elle fait ses débuts en Coupe d'Europe en décembre 2014, puis en Coupe du monde un an plus tard. Après quatre courses en décembre 2015 dont ses cinq premiers points grâce à une vingt-sixième place lors du combiné de Val d'Isère, elle retourne sur le circuit européen. Elle reprend un départ en février 2018, puis deux en février 2019. En 2019 elle remporte également les classements de coupe d'Europe de descente et de super-G, termine troisième du classement de combiné, et surtout remporte le classement général. Ce titre lui offre une place en coupe du monde pour la saison suivante.

## Palmarès

### Coupe du monde
Elisabeth Reisinger a participé à quatre épreuves de coupe du monde lors de la saison 2015-2016, puis n'y retourne ponctuellement qu'à partir de la saison 2017-2018. Son titre en coupe d'Europe acquis lors de la saison 2018-2019 lui offre une place en coupe du monde pour la saison suivante.
- Meilleur classement général : 120e en 2019 (8 points).
- Meilleur classement en combiné alpin : 23e en 2019 (8 points).
- Meilleur résultat : 10e lors du combiné d'Altenmarkt im Pongau en 2020[4].

#### Différents classements en Coupe du monde
| Année/Classement | Année/Classement | Général | Général | Descente | Descente | Combiné | Combiné |
| ---------------- | ---------------- | ------- | ------- | -------- | -------- | ------- | ------- |
| Année/Classement | Année/Classement | Class.  | Points  | Class.   | Points   | Class.  | Points  |
| 2016             | 2016             | 123e    | 5       | -        | 0        | 46e     | 5       |
| 2018             | 2018             | -       | 0       | -        | 0        | -       | -       |
| 2019             | 2019             | 120e    | 8       | -        | 0        | 23e     | 8       |

### Coupe d’Europe
- Vainqueur du classement général en 2019[3]
- Vainqueur du classement de descente en 2019[3]
- Vainqueur du classement de super-G en 2019[3]
- Troisième du classement de Combiné en 2019[5]
- Onze podiums entre 2018 et 2019, dont six victoires[6]